# Sørskeidet
Das Sørskeidet (norwegisch für Südlich vergletschertes Gebiet) ist ein vereistes Tal im ostantarktischen Königin-Maud-Land. Im Wohlthatmassiv liegt es nördlich des Skeidshovden.
Luftaufnahmen der Deutschen Antarktischen Expedition 1938/39 unter der Leitung des Polarforschers Alfred Ritscher dienten einer ersten Kartierung. Norwegische Kartographen, die das Tal auch benannten, kartierten es anhand von Vermessungen und Luftaufnahmen der Dritten Norwegischen Antarktisexpedition (1956–1960).